# Мама, мне нужно быть девушкой
Мама, мне нужно быть девушкой (англ. Mom, I Need to Be a Girl) — научно-популярная работа Just Evelyn, матери бывшего подростка-трансгендера. В ней рассказывается, как её дочь Даниэль Линденмут (урождённая Дэниэл) начала переход от мужчины к женщине в 15 лет и завершила операцию по смене пола в 18 лет при поддержке автора и её сыновей. Эвелин написала книгу и опубликовала её в 1998 году, потому что не могла найти аналогичные ресурсы, доступные семьям трансгендеров, особенно подростков. Книга рекомендована различными ресурсами поддержки трансгендеров и доступна в печатном виде и бесплатно в интернете.